# Polygrammodes nonagrialis
Polygrammodes nonagrialis là một loài bướm đêm trong họ Crambidae.